# Kheiron
Manouchehr Tabib (Teheran, 21 de novembre de 1982), conegut professionalment com a Kheiron, és un còmic, actor i director de cinema francès d'origen iranià. És conegut com a director i protagonista de la pel·lícula O tots tres o res (2015), que va ser nominada al César a la millor primera pel·lícula. La seva següent pel·lícula, Mauvaises herbes (2018), es va estrenar internacionalment a Netflix.